# نورثروپ گرومن آرکیو-۴ گلوبال هاوک
نورثروپ گرومن آرکیو-۴ گلوبال هاوک (به انگلیسی: RQ-4 Global Hawk) پهپاد ساخت شرکت نورثروپ گرومن است که توسط نیروی هوایی ایالات متحده و نیروی دریایی ایالات متحده به عنوان یک هواپیمای شناسایی به کار برده می‌شود. این پهپاد به نام گلوبال هاوک نیز شناخته می‌شود. این نام‌گذاری از سوی گروه نگهداری این پهپاد به سبب زمان درازی که در روی زمین بابت نگهداری از آن صرف می‌شود انجام شده‌است. ترجمه نامش به فارسی «قوش جهانی» میشود.
این پهپاد توسط نیروی دریایی ایالات متحده آمریکا به ام‌کیو-۴سی تریتون برای استفاده گشت و جمع‌آوری اطلاعات دریایی ارتقاء یافته‌است.

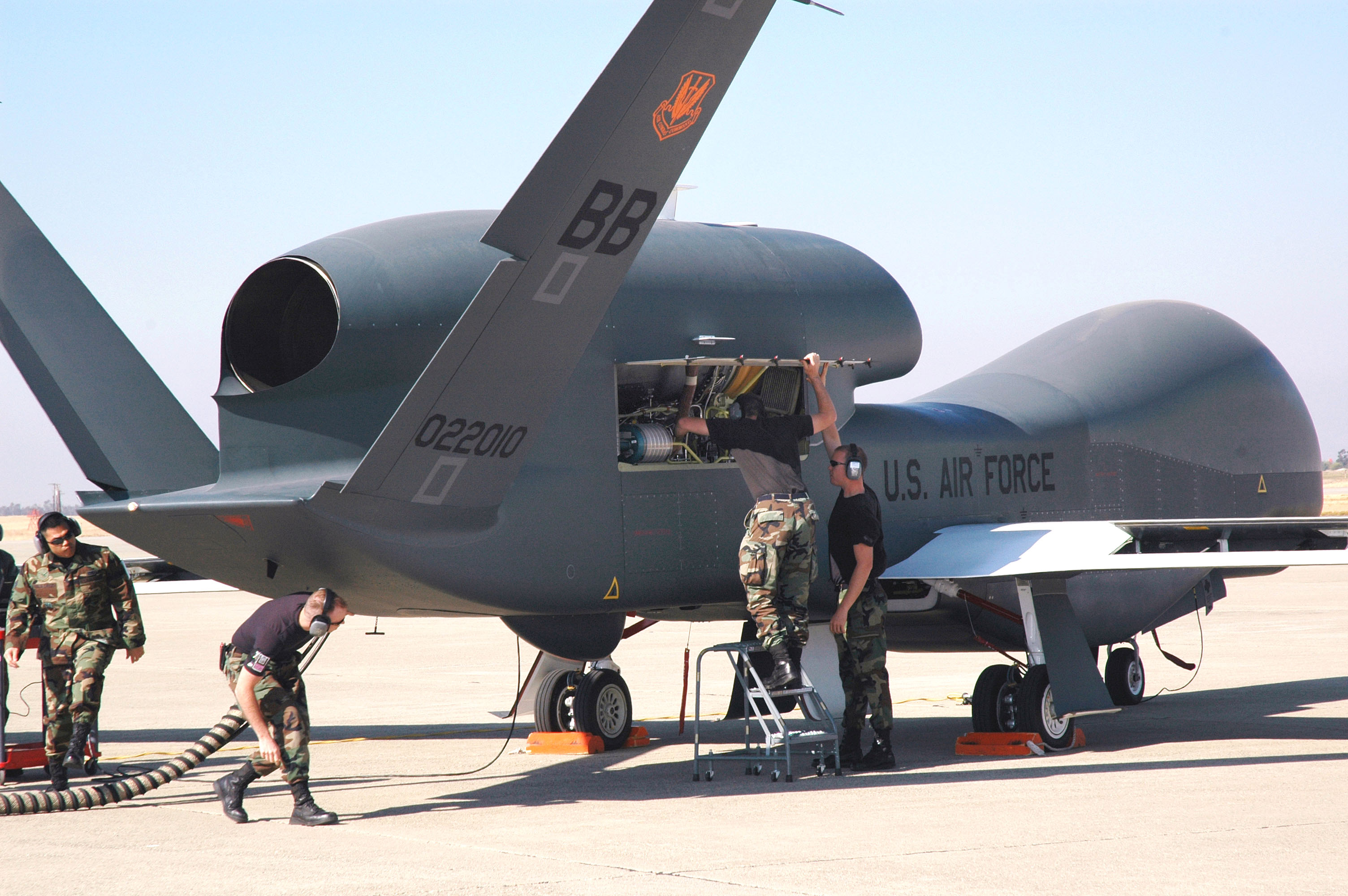
گروه نگهداری در حال آماده‌سازی یک فروند آر کیو-۴ گلوبال هاوک در پایگاه نیروی هوایی بیل، کالیفرنیا

## سابقه عملیاتی
آرکیو-۴ تا میانه سال ۲۰۱۳ موفق به انجام ۱۰٬۰۰۰ ساعت پرواز بر فراز افغانستان، لیبی، سوریه و عراق شد. با وجود این گلوبال هاوک پرنده مطمئنی نبوده‌است و این پرنده مانند تمامی هواپیماهای بدون سرنشین دیگر، نرخ حوادث بسیاری داشت به صورتی که یک چهارم هواپیماهای شرکت‌کننده در نبرد افغانستان، از دست رفتند یا دچار مشکل شده و زمینگیر شدند. هزینه بالا و آمادگی پایین باعث شد تا نیروی هوایی در سال ۲۰۱۲ یک باره تصمیم به از خدمت خارج کردن تمامی بلوک‌های ۳۰ که پرتعدادترین نسخه موجود است، بکند ولی در نهایت به دلیل نیاز بالا به آرکیو ۴ تصمیم به خدمت نگهداشتن تا در کنار لاکهید یو-۲ به عملیات بپردازد. هم‌اکنون ارتش ۶۶ فروند بلوک ۴۰ را سفارش داده‌است. به غیر از آلمان که خریدار یورهاوک است کره جنوبی نیز چهار فروند آرکیو-۴ بی را سفارش داد که قرار است جایگزین اف-۴ایی شود. استرالیا، ژاپن و کانادا نیز برای عملیات گشت دریایی بلند مدت به دنبال آرکیو-۴ هستند. آرکیو-۴ هم‌اکنون به عنوان دوربردترین پهپاد عملیاتی در جهان می‌باشد.

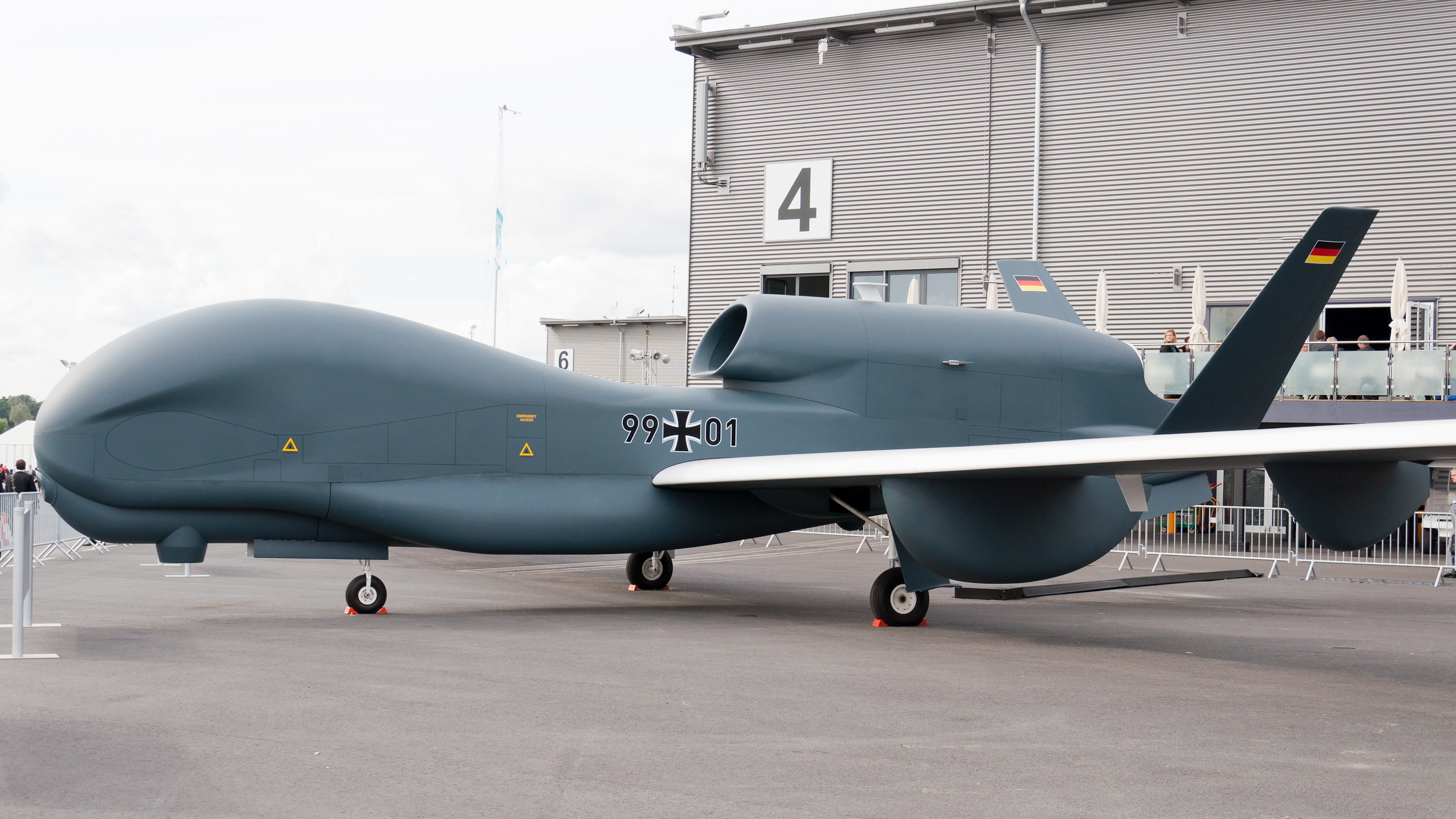
یک فروند گلوبال هاوک متعلق به نیروی هوایی آلمان مستقر در برلین در سال ۲۰۱۲

## ویژگی‌ها
داده‌ها از نورثروپ گرومن و نیروی هوایی ایالات متحده
ویژگی‌های عمومی
- خدمه: بدون سرنشین (سه نفر خدمه روی زمین)
- طول: ۴۷ فوت ۷ اینچ (۱۴٫۵ متر)
- پهنای بال: ۱۳۰٫۹ فوت (۳۹٫۹ متر)
- ارتفاع: ۱۵٫۳ فوت (۴٫۷ متر)
- وزن خالی: ۱۴٬۹۵۰ پوند (۶٬۷۸۱ کیلوگرم)
- وزن ناخالص: ۳۲٬۲۵۰ پوند (۱۴٬۶۲۸ کیلوگرم)
- پیشرانه: ۱ عدد موتور توربوفن رولز-رویس اف۱۳۷, ۷٬۶۰۰ پوند-نیرو (۳۴ کیلونیوتن) thrust

عملکرد
- حداکثر سرعت: ۳۹۱ مایل بر ساعت (۶۲۹ کیلومتر بر ساعت، ۳۴۰ گره)
- سرعت کروز: ۳۵۷ مایل بر ساعت (۵۷۰ کیلومتر بر ساعت، ۳۱۰ گره)
- بُرد: ۱۴٬۱۵۴ مایل (۲۲٬۷۸۰ کیلومتر، ۱۲٬۲۹۹ مایل دریایی)
- مداومت پروازی: بیش از ۳۲ ساعت
- حداکثر ارتفاع: ۶۰٬۰۰۰ فوت (۱۸٬۰۰۰ متر)

در دسامبر ۲۰۰۷ نیروی هوایی آمریکا دو فروند گلوبال هاوک را به مرکز تحقیقات پرواز درایدن انتقال داد تا توسط ناسا در عملیات‌های تصویربرداری بلندمدت علمی و زمین‌شناسی مورد استفاده قرار بگیرند.

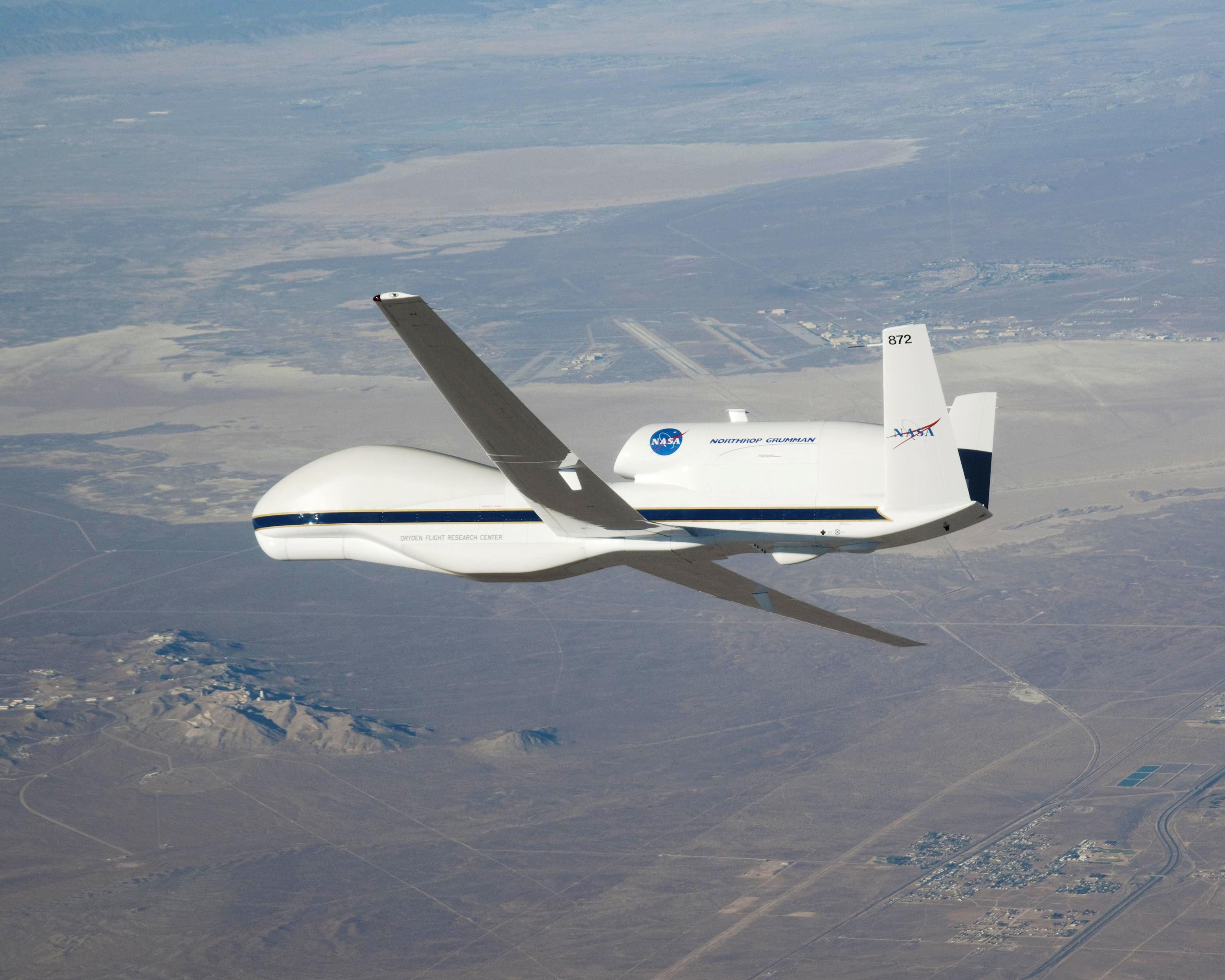
یک فروند گلوبال هاوک متعلق به ناسا (مرکز تحقیقات پرواز درایدن)

تا سال ۲۰۱۴، ۴۲ فروند از این پهپاد در سراسر جهان در حال استفاده بوده‌است که ۳۲ عدد از آن‌ها متعلق به نیروی هوایی آمریکا بوده‌است.

## توضیحات فنّی
آر کیو-۴ هواپیمایی است بدون سرنشین با دو بال بلند بدون پس گرایی شبیه به بال یک گلایدر برای سوار شدن روی هوا و کاهش مصرف سوخت در ارتفاع بالا کاربرد بسیار دارد. دارای دو دم وی (V) شکل بود که در میان آن‌ها غلاف موتور توربوفن قرار دارد. هواپیما دارای سه ارابه فرود جمع شونده با دو چرخ است. بال‌های پهپاد از مواد کامپوزیتی ساخته شده‌اند. هواپیما در قسمت جلوی بدنه (روی بدنه) دارای یک آنتن بزرگ ارتباط ماهواره‌ای است که باعث برآمدگی در قسمت جلوی بدنه شده‌است. هواپیما دارای مخازن سوخت داخلی در درون بال و بدنه است و از یک موتور توربوفن رولز ریس ای ایی ۳۰۰۷ اچ بهره می‌برد که با نام اف ۱۳۷ نیز شناخته می‌شود و دارای توان ۷۰۵۰ پاوند می‌باشد. این موتور بر روی هواپیماهای تجاری ای ار جی ۱۴۵ برزیلی نیز نصب شده‌است. بدنه هواپیما آلومینیومی است. این هواپیما توان حمل یک محموله ۹۰۰ کیلوگرمی حاوی سنسورهای شناسایی را دارد.
هواپیما در زیر و جلوی دماغه دارای سنسورهای مختلفی است. از جمله سنسورهای این هواپیما می‌توان به دوربین در دماغه مجهز به دید پانوراماتیک و سامانه دید حرارتی با توان تصویربرداری از فاصله ۷۰ کیلومتری از یک جسم دو متری و توان تصویربرداری در شب. همچنین این هواپیما دارای یک رادار ارائه فازی SAR-MTI با دو دیش در دو طرف هواپیما برای تصویر برداری دو بعدی رادار است. این رادار توان تصویر برداری از فاصله ۱۰۰ کیلومتری را با دقت کمتر از ۶ متر و در برد ۳۷ کیلومتری با دقت ۱٫۶ متر را دارا می‌باشد. رادار و اپتیک با هم هماهنگ بوده و هدفی که توسط یکی از این دو کشف شود توسط دیگری بلافاصله رهگیری می‌شود. همچنین هواپیما دارای سامانه هشدار دهنده لیزری ای وی آر ۳، هشدار دهنده راداری ای پی آر ۴۹ و پرتاب‌کننده شراره و پوشاله‌ای ال ایی ۴۹ می‌باشد و دارای سرعت پرواز ۵۷۵ کیلومتر بر ساعت و برد پروازی ۱۴۰۰۰ کیلومتر است (البته بدون تجیهزات شناسایی) که مداومت پرواز آن ۲۸ ساعت می‌باشد. گلوبال هاوک توان گشت هوایی در ارتفاع ۱۸٬۲۲۸ متری سطح زمین را دارد.

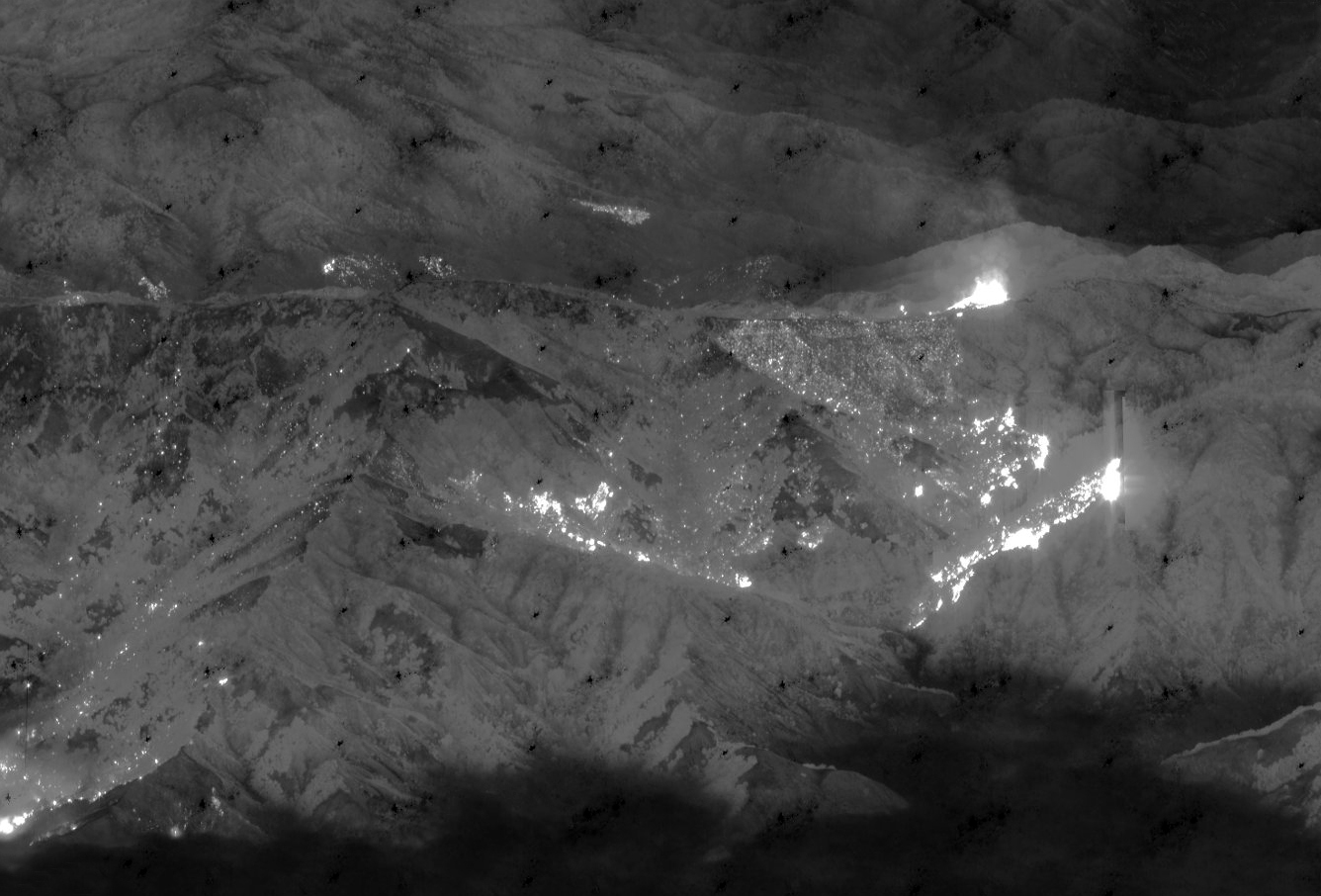
تصویر هوایی گرفته‌شده از آتش‌سوزی‌های گسترده در شمال کالیفرنیا توسط گلوبال هاوک متعلق به نیروی دریایی آمریکا

همچنین در فاجعه زلزله و سونامی فوکوشیما در ژاپن، آر کیو-۴ها بیش از ۳۰۰ ساعت عملیات تصویربرداری و شناسایی هوایی بر فراز مناطق آلوده‌شده و تخریب‌شده داشتند.

## سوانح

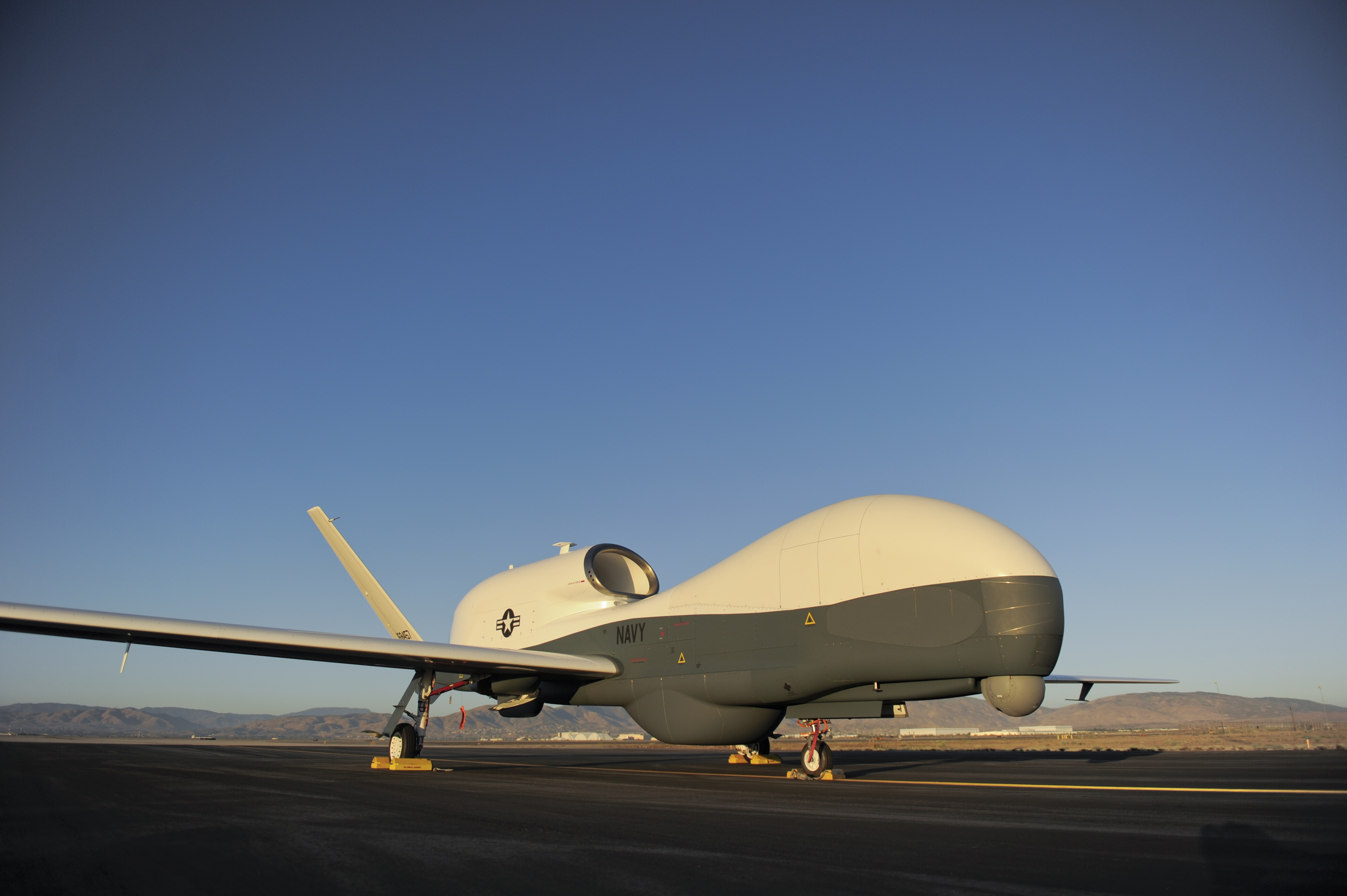
یک فروند آر کیو-۴آ متعلق به نیروی دریایی آمریکا

- ۲۱ اوت ۲۰۱۱: یک فروند EQ-4B در جنوب‌شرق جلال‌آباد، افغانستان سقوط کرد.[۳]
- ۱۱ ژوئن ۲۰۱۲: یک فروند RQ-4 متعلق به پروژه BAMS در نزدیکی پایگاه هوایی رودخانه پاتوکسنت در ایالت مریلند، آمریکا سقوط کرد.[۴]
- ۲۱ ژوئن ۲۰۱۷: یک فروند RQ-4B حوالی لون‌پاین، کالیفرنیا سقوط کرد.[۵]
- ۲۶ ژوئن ۲۰۱۸: یک فروند RQ-4B در دریای پایگاه دریایی روتا، اسپانیا سقوط کرد.[۶]
- ۲۰ ژوئن ۲۰۱۹: یک فروند RQ-4A توسط سپاه پاسداران، در نزدیکی کوه مبارک استان هرمزگان با استفاده از سامانه پدافند هوایی سوم خرداد[۷] سرنگون شد. ایالات متحده مدعی شد که این هواپیما، وارد حریم هوایی ایران نشده بود.[۸][۹] اولین‌بار مقامات ایران از سرنگونی
- این پهپاد خبر دادند و سپس سنتکام مدل آن (RQ-4A) را تأیید کرد.[۱۰]